# Мурђителе (Потенца)
Мурђителе (итал. Murgitelle) је насеље у Италији у округу Потенца, региону Базиликата.
Према процени из 2011. у насељу је живело 39 становника. Насеље се налази на надморској висини од 847 м.